# 망우리고개
망우리고개(忘憂里-)는 서울특별시 중랑구와 경기도 구리시 사이에 있는 고개로 국도 제6호선이 통과한다.

## 표지판

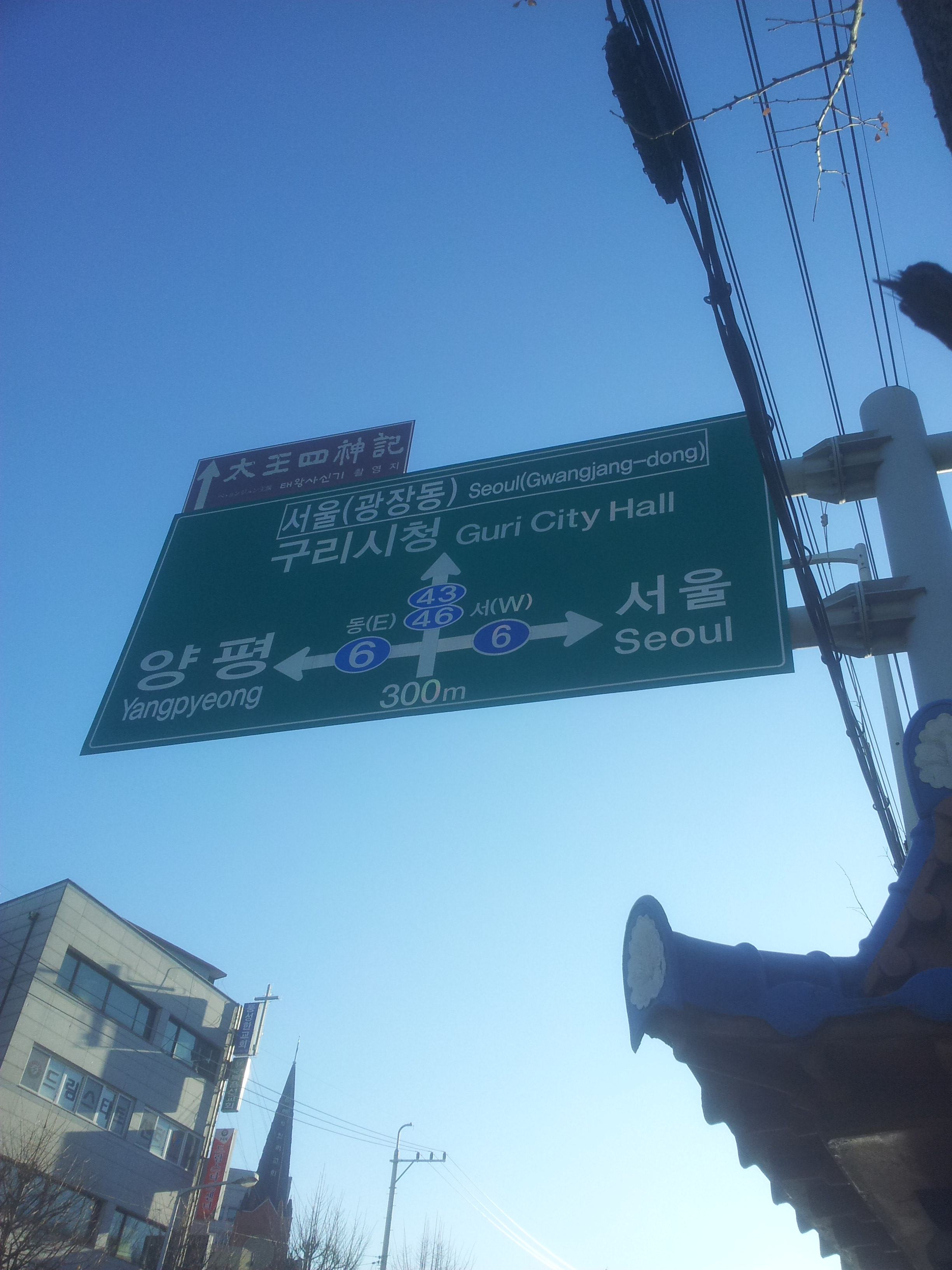
교문사거리의 표지판. 직진은 서울 광장동 방향이라고 적혀있는데 오른쪽 서울은 망우동, 동대문역사문화공원 쪽으로 빠지는 방향이다.

- 여기를 넘어 교문동으로 가다 보면 한양대학교 구리병원이 있는 교문사거리가 있는데 여긴 서울특별시로 가는 길이 두 방향이 있다. 즉 교문사거리 시점에서 남쪽으로 가면 서울특별시의 광나루역과 동서울종합터미널 방면으로 가는 곳이고 서쪽엔 망우리고개를 넘어 상봉시외버스터미널과 상봉역으로 갈 수 있는 방향이지만 이런 표지판은 지금삼거리와 삼패사거리에서도 볼 수 있는데 역시 서울특별시가 두 방향으로 되어있는데 역시 가는 길은 동일하다.

## 같이 보기
- 국도 제6호선
- 망우로
- 교문사거리